# Raymond de Dalmas
Raymond, comte de Dalmas (Paris, 5 février 1862 - Paris, 4 février 1930) est un voyageur et ornithologue français.

## Biographie
Élevé en Croatie, il parcourt dans sa jeunesse une grande partie de l'Europe, visite l'Algérie et l'Islande. Il n'a que 21 ans lorsqu'en 1882 il entreprend un tour du monde par l'ouest.
Il part ainsi avec un ami médecin de Glasgow (5 septembre 1882) et arrive à New York le 14 septembre. Il traverse alors le continent par les chutes du Niagara, Chicago, Cheyenne, passe les Rocheuses, voit Ogden et son lac salé, la Sierra Nevada et San Francisco d'où il embarque sur un paquebot américain, le Gaëlic dont l'équipage est entièrement chinois et débarque le 19 octobre à Yokohama.
Par le chemin de fer, les deux hommes entrent à Tokyo où Dalmas obtient du gouverneur Tricou les autorisations pour explorer les montagnes intérieures. Il loue alors un pousse-pousse qui le conduit à Uruwa et Kumagaya puis Takasaki. Il fait l'ascension de l'Azama-Yama et du sommet peut observer le Fuji-Yama. Il redescend ensuite sur Komoro puis atteint la station thermale de Shimosuwa au lac Suwa. Il traverse alors les provinces de Mino et d'Omi et rejoint le lac Biwa d'où, par un petit vapeur, il gagne Otsu.
Il visite alors Kyoto puis en train part à Osaka et Kobé. Après un séjour de trois mois, il reprend le bateau le 20 janvier 1883 pour Hong Kong. Il se rend à Victoria et à Kowloon puis remonte la rivière des Perles jusqu'à Canton.
Il fait escale ensuite à Saïgon, Singapour et Colombo et revient à Paris le 6 mars 1883.
En avril-mai 1894, il effectue un voyage sur la mer Méditerranée d'où il revient avec un album de soixante-quatorze photographies de Grèce et de Turquie conservé de nos jours à la Bibliothèque nationale de France.

## Œuvres
- Les Japonais, leur pays et leur mœurs. Voyage autour du monde, préface d'Henri Duveyrier, Plon-Nourrit, 1885
- Japon et Japonais, H. Gautier, 1895
- Croisière du yacht Chazalie en Méditerranée orientale, Alcan-Lévy, 1895

## Taxonomie

### Espèces décrites
Selon le World Spider Catalog il est l'auteur d'une famille d'araignées :
- Stiphidiidae Dalmas, 1917
- ..ainsi que 22 genres[3] :

- Anzacia Dalmas, 1919
- Berlandia Dalmas, 1921
- Berlandina Dalmas, 1922
- Gohia Dalmas, 1917
- Heteroonops Dalmas, 1916
- Hypodrassodes Dalmas, 1919
- Ixeuticus Dalmas, 1917
- Laperousea Dalmas, 1917
- Matachia Dalmas, 1917
- Microdrassus Dalmas, 1919
- Minosia Dalmas, 1921
- Minosiella Dalmas, 1921
- Nemesiothele Dalmas, 1920
- Nomisia Dalmas, 1921
- Paramatachia Dalmas, 1918
- Prodida Dalmas, 1919
- Proxysticus Dalmas, 1922
- Pterotrichina Dalmas, 1921
- Scotognapha Dalmas, 1920
- Smionia Dalmas, 1920
- Stiphidiellum Dalmas, 1917
- Zimirina Dalmas, 1919

- ..et les espèces suivantes[4] :

- Anoteropsis albovestita (Dalmas, 1917)
- Anoteropsis arenivaga (Dalmas, 1917)
- Anzacia gemmea (Dalmas, 1917)
- Arangina cornigera (Dalmas, 1917)
- Arangina nigella (Dalmas, 1917)
- Ariadna bellatoria Dalmas, 1917
- Asemesthes modestus Dalmas, 1921
- Asemesthes nigristernus Dalmas, 1921
- Asemesthes perdignus Dalmas, 1921
- Berlandina atlantica (Dalmas, 1921)
- Berlandina deserticola (Dalmas, 1921)
- Berlandina meruana (Dalmas, 1921)
- Berlandina punica (Dalmas, 1921)
- Brachythele varrialei (Dalmas, 1920)
- Cambridgea annulata Dalmas, 1917
- Camillina europaea Dalmas, 1922
- Cozyptila nigristernum (Dalmas, 1922)
- Evarcha nigricans (Dalmas, 1920)
- Habrocestum algericum Dalmas, 1920
- Habrocestum graecum Dalmas, 1920
- Habrocestum ibericum Dalmas, 1920
- Habrocestum lepidum Dalmas, 1920
- Habrocestum nigristernum Dalmas, 1920
- Habrocestum simoni Dalmas, 1920
- Harpactocrates intermedius Dalmas, 1915
- Hemicloea alacris Dalmas, 1917
- Hemicloea celerrima Dalmas, 1917
- Hemicloea tasmani Dalmas, 1917
- Holoplatys senilis Dalmas, 1917
- Hypodrassodes maoricus (Dalmas, 1917)
- Laperousea arenaria Dalmas, 1917
- Laperousea occidentalis Dalmas, 1917
- Lathys simplicior (Dalmas, 1916)
- Leptodrassex algericus (Dalmas, 1919)
- Leptodrassex simoni (Dalmas, 1919)
- Leptodrassus croaticus Dalmas, 1919
- Leptodrassus fragilis Dalmas, 1919
- Leptodrassus licentiosus Dalmas, 1919
- Leptodrassus punicus Dalmas, 1919
- Leptodrassus tropicus Dalmas, 1919
- Leptopilos pupa (Dalmas, 1919)
- Matachia ramulicola Dalmas, 1917
- Minosia pharao Dalmas, 1921
- Minosia santschii Dalmas, 1921
- Minosia senegaliensis Dalmas, 1921
- Minosiella mediocris Dalmas, 1921
- Minosiella perimensis Dalmas, 1921
- Minosiella pharia Dalmas, 1921
- Nomisia australis Dalmas, 1921
- Nomisia castanea Dalmas, 1921
- Nomisia fagei Dalmas, 1921
- Nomisia fortis Dalmas, 1921
- Nomisia mauretanica Dalmas, 1921
- Nomisia notia Dalmas, 1921
- Nomisia orientalis Dalmas, 1921
- Nomisia perpusilla Dalmas, 1921
- Nomisia soror Dalmas, 1921
- Nomisia tingitana Dalmas, 1921
- Nomisia transvaalica Dalmas, 1921
- Oonops amoenus Dalmas, 1916
- Oonops domesticus Dalmas, 1916
- Oonops lubricus Dalmas, 1916
- Oonops placidus Dalmas, 1916
- Oonops rusticulus Dalmas, 1916
- Oonops tubulatus Dalmas, 1916
- Orchestina algerica Dalmas, 1916
- Orchestina arabica Dalmas, 1916
- Orchestina longipes Dalmas, 1922
- Orchestina paupercula Dalmas, 1916
- Orchestina pilifera Dalmas, 1916
- Orchestina setosa Dalmas, 1916
- Orchestina simoni Dalmas, 1916
- Paramatachia decorata Dalmas, 1918
- Phonognatha pallida (Dalmas, 1917)
- Plexippoides gestroi (Dalmas, 1920)
- Prasonica plagiata (Dalmas, 1917)
- Prodidomus djibutensis Dalmas, 1919
- Prodidomus geniculosus Dalmas, 1919
- Prodidomus hispanicus Dalmas, 1919
- Prodidomus longiventris (Dalmas, 1919)
- Prodidomus robustus Dalmas, 1919
- Prodidomus rodolphianus Dalmas, 1919
- Prodidomus simoni Dalmas, 1919
- Prodidomus tigrinus Dalmas, 1919
- Pterotricha aegyptiaca Dalmas, 1921
- Pterotricha algerica Dalmas, 1921
- Pterotricha djibutensis Dalmas, 1921
- Pterotricha fanatica Dalmas, 1921
- Pterotricha insolita Dalmas, 1921
- Pterotricha isiaca Dalmas, 1921
- Pterotricha lesserti Dalmas, 1921
- Pterotricha punctifera Dalmas, 1921
- Pterotricha simoni Dalmas, 1921
- Pterotricha somaliensis Dalmas, 1921
- Pterotricha syriaca Dalmas, 1921
- Pterotricha vicina Dalmas, 1921
- Pterotrichina elegans Dalmas, 1921
- Scotognapha atomaria Dalmas, 1920
- Scotognapha gravieri Dalmas, 1920
- Setaphis algerica (Dalmas, 1922)
- Smionia capensis Dalmas, 1920
- Talanites santschii Dalmas, 1918
- Tegenaria tyrrhenica Dalmas, 1922
- Tetragnatha nigricans Dalmas, 1917
- Trite urvillei (Dalmas, 1917)
- Xysticus doriai (Dalmas, 1922)
- Zelotes funereus (Dalmas, 1921)
- Zelotes insulanus Dalmas, 1922
- Zimirina deserticola Dalmas, 1919
- Zimirina transvaalica Dalmas, 1919
- Zimiris guianensis Dalmas, 1919

### Espèces nommées en son honneur
1. Dalmasula
2. Camponotus dalmasi
3. Hypodrassodes dalmasi
4. Misumenops dalmasi
5. Mogrus dalmasi
6. Myrmelachista dalmasi
7. Neolana dalmasi
8. Orchestina dalmasi
9. Prodidomus dalmasi
10. Pterotricha dalmasi
11. Sertularia dalmasi
12. Thomisus dalmasi
13. Walckenaeria dalmasi
14. Xanthodaphne dalmasi
15. Zoroides dalmasi
16. Tangara lavinia dalmasi